# Салман ибн Хамад Аль Халифа
Салман II (Салман ибн Хамад Аль Халифа; 10 октября 1894 — 2 ноября 1961) — 10-й хаким Бахрейна из династии Аль Халифа (20 февраля 1942 — 2 ноября 1961). Старший сын и преемник 9-го хакима Бахрейна Хамада ибн Исы (1932—1942).

## Биография
В феврале 1940 года принц Салман ибн Хамад был назначен отцом наследником престола. 20 февраля 1942 года после смерти своего отца хакима Хамада ибн Исы Салман унаследовал престол Бахрейна. Отличался умом и выдержкой.
Ещё в правление хакима Хамада ибн Исы в Бахрейне началась добыча нефти. Первый нефтяной фонтан на острове забил в 1932 году. В декабре 1934 года из Персидского залива вышел первый танкер с бахрейнской нефтью.
После Второй мировой войны в Бахрейне началось строительство современного порта, а на острове Мухаррак — аэропорта. Стали сооружаться автострады, острова были соединены дамбами. Подверглись перестройке «европейские» кварталы столицы и ряда других городов, где открывались кинотеатры, клубы, библиотеки. Начали функционировать телефон, телеграф, почта, радио. Были построены хорошо оснащенные учебные и лечебные заведения, стали издаваться местные газеты.
Бахрейнский нефтеперерабатывающий завод постоянно увеличивал свою мощность и к началу 1950-х годов по количеству перерабатываемой нефти занял второе место на Ближнем Востоке. В это же время в стране проводились политические реформы. В 1956 году был учрежден Высший административный совет (прообраз будущего кабинета министров). Были введены гражданские суды и утверждены новые кодексы — гражданский и уголовный. В 1958 году вступил в силу первый в истории страны трудовой кодекс.
В 1952 году хаким Сальман ибн Хамад заключил с «Бахрейн петролеум» новое соглашение, в соответствии с которым компания стала выплачивать ему 50 процентов получаемой прибыли. Доходы Бахрейна значительно возросли.
2 ноября 1961 года 67-летний Салман ибн Хамад скончался, ему наследовал его старший сын Иса ибн Салман Аль Халифа (1961—1999), принявший в 1971 году титул эмира.

## Семья и дети
Трижды женат. В 1910 году его первой женой стала Шейха Латифа бинт Ибрагим Аль Халифа, дочь шейха Ибрагима бин Халида Аль Халифа. В 1931 году вторично женился на Шейхе Маизе бинт Хамад Аль Халифа, дочери шейха Хамада бен Абдаллы аль-Халифы. В 1945 году в третий раз женился на дочери Абдуллаха аль-Заида. Имел трёх сыновей и шесть дочерей:
- Шейх Иса II ибн Салман Аль Халифа (1933—1999), хаким (с 1961) и эмир (с 1971) Бахрейна
- Шейх Халифа ибн Салман Аль Халифа (1935—2020), Премьер-министр Бахрейна (1971—2020)
- Шейх Мухаммад ибн Салман Аль Халифа (1940—2009)
- Шейха Тайба бинт Салман Аль Халифа
- Шейха Фатима бинт Салман Аль Халифа
- Шейха Марьям бинт Салман Аль Халифа
- Шейха Айша бинт Салман Аль Халифа
- Шейха Шейха бинт Салман Аль Халифа
- Шейха Нура бинт Салман Аль Халифа